# Your Christmas or Mine 2
Your Christmas or Mine 2 é um filme britânico de comédia romântica de Natal de 2023 dirigido por Jim O'Hanlon a partir de um roteiro de Tom Parry. É uma sequência de Your Christmas or Mine? (2022) e estrelado por Asa Butterfield e Cora Kirk como um casal cujas duas famílias, após uma confusão com o transporte no Aeroporto de Innsbruck, acabam na acomodação de férias uma da outra em lados diferentes de um vale. Daniel Mays, Angela Griffin, David Bradley, Natalie Gumede, Alex Jennings, Jane Krakowski e Rhea Norwood também aparecem em papéis coadjuvantes.
Em grande parte filmado no Tirol em abril e maio de 2023, Your Christmas or Mine 2 foi lançado em 8 de dezembro de 2023, pela Amazon MGM Studios, após um evento de exibição para fãs, organizado pelo elenco e equipe, realizado em Londres na semana anterior. O filme recebeu críticas mornas dos críticos, com as performances do elenco sendo elogiadas, embora alguns críticos tenham achado que era inferior ao filme original.

## Trama
Um ano após os eventos do filme anterior, James e Hayley ainda são um casal, então as famílias Hughes e Taylor combinam de passar o Natal nos Alpes Austríacos juntas. No entanto, o pai de Hayley não quer ficar em dívida com o pai de James, então insiste em usar uma acomodação alternativa.
Seus ônibus são misturados no aeroporto e os Taylors da classe trabalhadora acabam no luxuoso resort dos Hugheses, enquanto os últimos acabam no albergue escasso dos primeiros. Quando suas malas chegam aos seus devidos lugares, Hayley encontra um anel de noivado no que ela acredita ser a bagagem de James (na verdade, de seu pai) e erroneamente assume que James pretende propor casamento. Depois de uma noite tendo que aturar a confusão, eles se reencontram no resort. Todos eles vão esquiar juntos, onde a inexperiente Hayley sofre um acidente ao tentar acompanhar e impressionar a amiga de infância de James, Bea. Enquanto ela é mandada de volta montanha abaixo na gôndola, ela observa com inveja enquanto eles descem a montanha juntos.
Na noite de bebedeira dos homens, o pai de Hayley deixa escapar que Hayley espera que James a peça em casamento, enquanto durante um dia de spa, Diane deixa escapar para Hayley que ele pode frequentar uma escola de cinema americana em Los Angeles no ano que vem. Mais tarde naquela noite, Hayley vê James praticando sua proposta para Bea e, erroneamente, assume que ele está realmente a pedindo em casamento. James alcança Hayley e explica, propondo em casamento ali mesmo. Ela o rejeita porque ele está bêbado, então talvez não seja tão sincero, e está convencida de que foi o pai de James que pretendia propor casamento à sua namorada americana Diane. Temendo nunca se encaixar na educação chique de James, ela termina com ele, deixando o hotel com sua família.
Na manhã seguinte, os Hugheses partem para o albergue para consertar as coisas, mas já perderam os Taylors. Eles correm para o aeroporto e param o avião para que James possa se reconciliar com Hayley. As duas famílias retornam para passar o Natal no resort, onde o pai de James lhe diz que o anel de noivado (que pertenceu à sua falecida mãe) nunca foi para Diane, mas que ele pretendia passá-lo para James para uma futura proposta a Hayley. Tanto ele quanto Hayley abrem seus presentes de Natal. James inclui uma chave de seu apartamento, aludindo a um potencial para sempre, enquanto o cartão de Hayley, escrito semanas atrás, revela que ela queria pedi-lo em casamento o tempo todo, e James aceita.

## Elenco
- Asa Butterfield como Hubert James Hughes
- Cora Kirk como Hayley Taylor
- Daniel Mays como Geoff Taylor
- Angela Griffin como Kath Taylor
- Natalie Gumede como Kaye Taylor
- Ram John Holder como Grandad
- David Bradley como Jack
- Alex Jennings como Humphrey Hughes
- Jane Krakowski como Diane
- Rhea Norwood como Bea
- Joseph Obasohan como Ant
- Harris Kiiza como Dee
- Karl Markovics como Rudolf
- Simon Hatzl como Gerhard
- Franz Xaver Zach como Josef

## Produção
Em março de 2023, o British Comedy Guide revelou que uma sequência de Your Christmas or Mine? estava programada para começar a ser filmada no mês que vem. Your Christmas or Mine 2 foi produzido para o Prime Video pela Mighty Pebble Pictures e The Story Collective. O roteiro foi escrito por Tom Parry novamente, enquanto a direção foi mais uma vez assumida por Jim O'Hanlon. A produção foi supervisionada por Richard Webb e Kate Heggie, com James De Frond, Kris Thykier, O'Hanlon, Parry e Damian Keogh atuando como produtores executivos.
Embora grande parte do elenco principal tenha retornado do primeiro filme, Harriet Walter não reprisou seu papel da governanta Iris. Os novos membros do elenco incluíam a atriz americana Jane Krakowski, interpretando a nova namorada de Humphrey, Diane, bem como Rhea Norwood como Bea, uma hóspede do hotel. As filmagens de Your Christmas or Mine 2 ocorreram em grande parte em Sölden, um município no vale de Ötztal, no Tirol, Áustria, em abril e maio de 2023. Os locais de filmagem incluíram o Aeroporto de Innsbruck, um celeiro de feno de uma casa de fazenda perto de Heiligkreuz, o hotel superior Schöne Aussicht nas encostas da área de esqui de Sölden-Hochsölden, bem como as encostas 15, 19 e 20, acessadas pela Rotkogelbahn. A cena de abertura do filme foi filmada no Aeroporto de Stansted.

## Música
Paul Saunderson voltou a produzir a trilha sonora de Your Christmas or Mine 2. Além de sua música original, o filme apresenta versões cover de várias canções populares de Natal, para as quais o Prime Video recrutou vários músicos britânicos, incluindo Sam Ryder, Anne-Marie, Conor Maynard, Alesha Dixon e Hayley Sales. As músicas foram lançadas como trilha sonora do filme em 7 de novembro de 2023, pela Warner Music. Foi precedido pelo lançamento de dois singles promocionais, incluindo "You're Christmas to Me" de Ryder e "Christmas Without You" de Anne-Marie, o primeiro dos quais alcançou a segunda posição na UK Singles Chart em 22 de dezembro de 2023.

### Trilha sonora
| N.º | Título                                   | Performer(s)  | Duração |  |
| 1.  | "You're Christmas to Me"                 | Sam Ryder     | 3:34    |  |
| 2.  | "Christmas Without You"                  | Anne-Marie    | 2:08    |  |
| 3.  | "Wrap Yourself in a Christmas Package"   | Conor Maynard | 2:35    |  |
| 4.  | "Happy Holiday"                          | Alesha Dixon  | 2:14    |  |
| 5.  | "Winter Wonderland"                      | BEKA          | 1:56    |  |
| 6.  | "I Love the Winter Weather"              | Jo Hill       | 2:39    |  |
| 7.  | "I've Got My Love to Keep Me Warm"       | Hayley Sales  | 2:46    |  |
| 8.  | "Have Yourself a Merry Little Christmas" | Jerub         | 1:53    |  |
| 9.  | "I'd Like You for Christmas"             | Shiv          | 2:48    |  |
| 10. | "Merry Christmas Baby"                   | Solomon       | 2:25    |  |
| 11. | "Warm in December"                       | Abimaro       | 2:02    |  |

## Lançamento
O elenco e a equipe compareceram a uma estreia especial de exibição para fãs em 30 de novembro de 2023 no Ham Yard Hotel em Londres, Inglaterra. O filme ficou disponível no Amazon Prime Video em 8 de dezembro de 2023.

## Recepção
No site agregador de resenhas Rotten Tomatoes, 50% das 8 avaliações dos críticos são positivas, com uma classificação média de 4,8/10.
Raven Brunner, da Decider, sentiu que o filme "é incrivelmente divertido e vai te atrair instantaneamente [...] Com uma pitada de travessura e desgosto, Your Christmas or Mine 2 é um filme de Natal de destaque que não sacrifica a qualidade e a narrativa pela alegria do festival. Hayley e James têm um romance emocionante que ganha vida através das performances genuínas de Butterfield e Kirk. O filme certamente entreterá espectadores de todas as esferas da vida, embora o romance principal se concentre em dois jovens." Helen O'Hara, da Empire, descobriu que o filme "luta para causar impacto. Os personagens e o elenco que deram ao primeiro Your Christmas or Mine? um charme tão surpreendente ainda estão presentes e corretos, mas o enredo se apoia fortemente em tropos coletados de um milhão de especiais de TV de Natal." Ela concluiu que "a configuração não é tão elegante quanto a do primeiro filme, então isso parece mais forçado e o humor mais familiar. Ainda assim, as performances são vencedoras e o cenário apropriadamente sazonal, então pode servir para os feriados."
Jayne Nelson, da Radio Times, escreveu: "Com quase todos os membros da família retornando, uma pitada extra de glamour de Hollywood é fornecida por Jane Krakowski, de 30 Rock , como a nova namorada do pai de James. No entanto, apesar das performances enérgicas do elenco, há pouca evidência da sagacidade do primeiro filme, e qualquer risada é bem fraca, na melhor das hipóteses. O enredo está cheio de ainda mais clichês do que o original, embora os locais austríacos ofereçam pelo menos um pouco de neve de verdade." Cath Clarke, escrevendo para o The Guardian, chamou o filme de uma "sequência festiva esquecível [que] tem pouco a acrescentar." Ela descobriu que "esta sequência de comédia romântica alegre do Prime Video tem a familiaridade de cobertor quente que você obteria de um especial de Natal de longa-metragem da TV britânica; algo para colocar enquanto você briga para ver quem fica com o último Malteser na banheira Celebrations [...] O roteiro é quase insípido, um bufê de insosso. Instantaneamente esquecível."

## Futuro
Butterfield e Kirk expressaram seu interesse em reprisar seus papéis em um terceiro filme.